# Expeditie naar Bali (1906-1908)
De expeditie naar Bali tussen 1906 en 1908 was een strafexpeditie van het Nederlands-Indisch Leger in Zuid-Bali. Oorzaken waren: escalaties omtrent een gestrande schoener, protesten tegen het monopoliseren van de opiumhandel door Nederlands-Indië en de wens van het gouvernement om de semi-zelfstandigheid van enkele vorstendommen op Bali verder in te perken of zo mogelijk te beëindigen. De expeditie leidde tot meerdere Perang Puputans bij de Balinese vorsten, waarbij honderden tot duizenden doden vielen en de vorstendommen van Bali definitief hun macht verloren aan de Nederlandse mogendheden.

## Achtergrond
Jo van Heutsz die de Atjehoorlog had meegemaakt, werd in 1904 tot gouverneur-generaal van Nederlands-Indië benoemd. Tijdens de Atjehoorlog was hij opgeklommen van onderofficier tot militair gouverneur van Atjeh en had veel bijgedragen aan de overwinning voor het gouvernement. Deze benoeming zou voor Bali grote gevolgen hebben. Gezien zijn achtergrond was het niet te verwachten dat hij een liberale of progressieve kijk zou hebben op koloniale vraagstukken. 
Hij vond het vreemd op Bali een bestuurlijke situatie aan te treffen die afweek van de rest van Nederlands-Indië. Dat er daar vorstendommen bestonden geleid door radjas overeenkomstig hun eigen traditionele gebruiken, met een behoorlijke mate van zelfbestuur en beschermd door de contracten van 1849 gesloten bij de Vrede van Kuta. Ook Van Heutsz moest deze contracten respecteren. Een tweede factor naast de benoeming van Van Heutsz, was dat het vorstendom Gianyar na meerdere lokale conflicten de bescherming had gezocht van het Nederlands-Indisch bestuur. De vorst aldaar werd in maart 1900 door het gouvernement benoemd tot stedehouder, zodat dezelfde situatie ontstond als in Karangasem en de Nederlandse invloed ook in Zuid-Bali toenam. Dit was niet naar de zin van Klungkung en de andere zuidelijke vorstendommen, Badung, Bangli en Tabanan. Hierop werd met diverse pesterijen tegen Gianyar gereageerd door de vorst van Klungkung, de dewa agung.

## Aanleiding
De verwikkelingen na het stranden van een schoener (jonk) bij Sanur in Badung op 27 mei 1904, boden de Nederlands-Indische regering een mogelijkheid in te grijpen. Het schip was eigendom van een Chinees uit Banjarmasin, die voer met een Nederlands-Indische pas onder Nederlandse vlag.
Door kustbewoners werd het leeghalen van een gestrand schip als een eeuwenoud recht beschouwd dat niet door de radjas ingeperkt kon worden. Een gestrand schip werd beschouwd als een gift van Batara Baruna, de god van de zee. In de contracten van 1849 was echter bepaald dat het kliprecht moest worden afgeschaft en dat de vorst naleving moest waarborgen. 
De eigenaar van het schip kreeg, noch van het districtshoofd noch van de autoriteiten in Denpasar, antwoord op zijn beklag over diefstal van de lading en een kist met geld. Hij wendde zich tot de resident in Singaraja om een klacht van beroving door kustbewoners in te dienen en een schadevergoeding van fl.7.500 te eisen. Deze stuurde controleur H. Schwarz naar Badung voor onderzoek. Op grond van diens bevindingen schreef resident Eschbach aan de gouverneur-generaal dat duidelijk was gebleken dat de lading van de gestrande schoener door de kustbewoners van Sanur op 27 en 28 mei was gestolen. De lokale bevolking had echter in de dorpstempel de eed overeenkomstig Balinese gewoonte afgelegd dat zij de lading niet had gestolen. De verklaring van de Chinese eigenaar van de schoener betreffende de lading en waarde ervan was niet getoetst. De resident concludeerde desondanks dat de vorst van Badung verantwoordelijk was voor het onvoldoende bieden van bescherming bij het wrak, zodat de lading was gestolen. Op grond hiervan stelde hij de gouverneur-generaal voor dat de vorst fl.7.500 schadevergoeding aan de scheepseigenaar moest betalen.
Het was te verwachten dat het voorstel van de resident de instemming verkreeg van Van Heutsz. Deze liet op 19 december 1904 aan de vorst van Badung meedelen dat hij verplicht was fl.7.500 aan de eigenaar van het schip te vergoeden. Bij weigering zou de Nederlands-Indische regering druk uitoefenen met een zeeblokkade voor de kust van Badung om de in- en uitvoer te beletten. De kosten van de blokkade zouden bovendien op Badung worden verhaald (fl.450 per oorlogsschip en fl.150 per transportschip, per dag). De belangrijkste vorst van Badung (het was in feite een driemanschap) was een persoonlijkheid met principes, iemand die geen compromissen sloot als het ging om de eer, prestige en integriteit van zijn vorstendom. Hij weigerde dan ook met diverse argumenten om de schade te vergoeden. Hij had nog als tegenvoorstel gedaan dat als de Chinese eigenaar kon bewijzen dat zijn goederen werkelijk gestolen waren binnen het rijk van Badung, deze kwestie voor de bevoegde rechtbank, de Raad Kerta, gebracht kon worden.

## Escalatie
Zijn argumenten vonden geen gehoor bij de resident, die aanvullend een soort ultimatum toevoegde dat de vergoeding 5 januari 1905 voldaan moest zijn. De vorst zwichtte hier niet voor zodat de blokkade in de loop van 1905 werd ingesteld. Na verloop van tijd was de blokkade niet meer effectief omdat handelaren via Buleleng in het noorden, en Tabanan de weg vonden om Badung te bereiken, dat zelf ook over rijke landbouw-opbrengsten kon beschikken. Een (quasi)-poging van de Raad van Indië en gouverneur-generaal Van Heutsz om een vreedzame oplossing te bereiken liep op niets uit omdat men in feite vasthield aan de eis tot schadevergoeding en de vorst van Badung principieel bleef weigeren. De zeeblokkade was inmiddels uitgebreid tot Tabanan dat duidelijk de zijde van Badung had gekozen. Ook plaatselijke vissers werden belet uit te varen, zodat ze brodeloos werden.
Een bemiddelingspoging op initiatief van de Raad van Indië in april/mei 1905 door resident Eschbach, de voormalig resident Liefrinck en controleur Schwartz bleef vruchteloos. Het belangrijkste verschil in opvatting was dat volgens het gouvernement bepalingen uit 1849 niet waren nageleefd (bescherming bieden aan een gestrand schip). Volgens Badung, als waar was wat de Chinese eigenaar stelde, was het een gewone diefstal. De vorst herhaalde dat de zaak voorgelegd kon worden aan de bevoegde rechtbank, de Raad Kerta. Hij had geen bezwaar dat de Chinees bijgestaan zou worden door een ambtenaar van de resident en gaf aan de uitspraak te zullen respecteren. De bemiddelaars waren hiermee niet tevreden en wilden dat de vorst de eis van het gouvernement tot schadevergoeding onvoorwaardelijk zou aanvaarden. Hoewel de Nederlandse Minister van Koloniën deze Chinese jonk geen expeditie waard vond, bleef Van Heutsz de kwestie uitvergroten om militaire actie te rechtvaardigen.

### Voorbereiding expeditie
In december 1905 was een nieuwe resident, G.F. de Bruyn Kops, op Bali aangekomen. In maart 1906 wees hij Van Heutsz erop dat de blokkade niet effectief was. Hij adviseerde militair ingrijpen waarbij heel Bali onder direct Nederlands-Indisch bestuur kon worden gebracht. Na enkele maanden aarzelen gaf Van Heutsz in juni 1906 opdracht aan de opperbevelhebbers van het Nederlands Oost-Indisch leger en de Nederlandse zeemacht om een expeditie voor te bereiden. Deze werd groot opgezet. De landmacht bestond uit 2400 man plus 750 ondersteunend personeel en dragers. Als bevelhebber werd benoemd generaal-majoor Marinus Bernardus Rost van Tonningen. De zeemacht bestond uit alle in Indië gestationeerde oorlogsschepen. Ter afwikkeling van de politieke gevolgen van de expeditie werd aangesteld F.A. Liefrinck, voormalig controleur van Bali en resident van Bali en Lombok van 1895 tot 1901, daarna lid van de Raad van Indië, het hoogste adviesorgaan van de gouverneur-generaal. In tegenstelling tot de expedities van het midden van 19e eeuw, beschikte het koloniale leger nu over aanzienlijke vuurkracht. Badung en Tabanan zouden slechts een ongeoefend volksleger met krissen en lansen en wat ouderwetse geweren er tegenover kunnen stellen. 
Omdat Van Heutsz een casus belli nodig had tegenover de Nederlandse regering en het parlement liet hij aan de vorsten van Badung en Tabanan lange brieven bezorgen in de Balinese taal waarin de eisen (nogmaals) werden uiteengezet. Aan de schade-eis voor de gestrande schoener werd nu toegevoegd een bedrag van bijna fl.5.500 te vergoeden kosten voor de blokkade. Het antwoord kwam binnen de gestelde termijn van ruim een maand. Opnieuw werden de eisen gemotiveerd afgewezen, waar Badung een eis tot vergoeding van onterecht geleden schade door de blokkade aan toevoegde.
Nu was voor iedereen duidelijk dat militair ingrijpen onvermijdelijk was en dat het een ongelijke strijd zou zijn. De vorsten van Bali konden beseffen dat dit hun ondergang zou worden. Zij waren overtuigd van hun goed recht en wilden hun rechtsgevoel bevredigd zien. Ook voelden zij dat onenigheid met hen werd gezocht en dat het gouvernement nog andere manieren kon vinden om haar macht uit te breiden als ze aan de eisen zouden toegeven.
De doelstelling van de militaire actie werd omschreven als een "tuchtiging" van de vorsten van Badung en Tabanan, die zich verzet hadden tegen de eisen tot schadevergoeding. De troepen dienden zich correct te gedragen ten opzichte van de bevolking, die geen blijk gaf van vijandschap ten aanzien van de Indische regering.

### Uitvoering expeditie

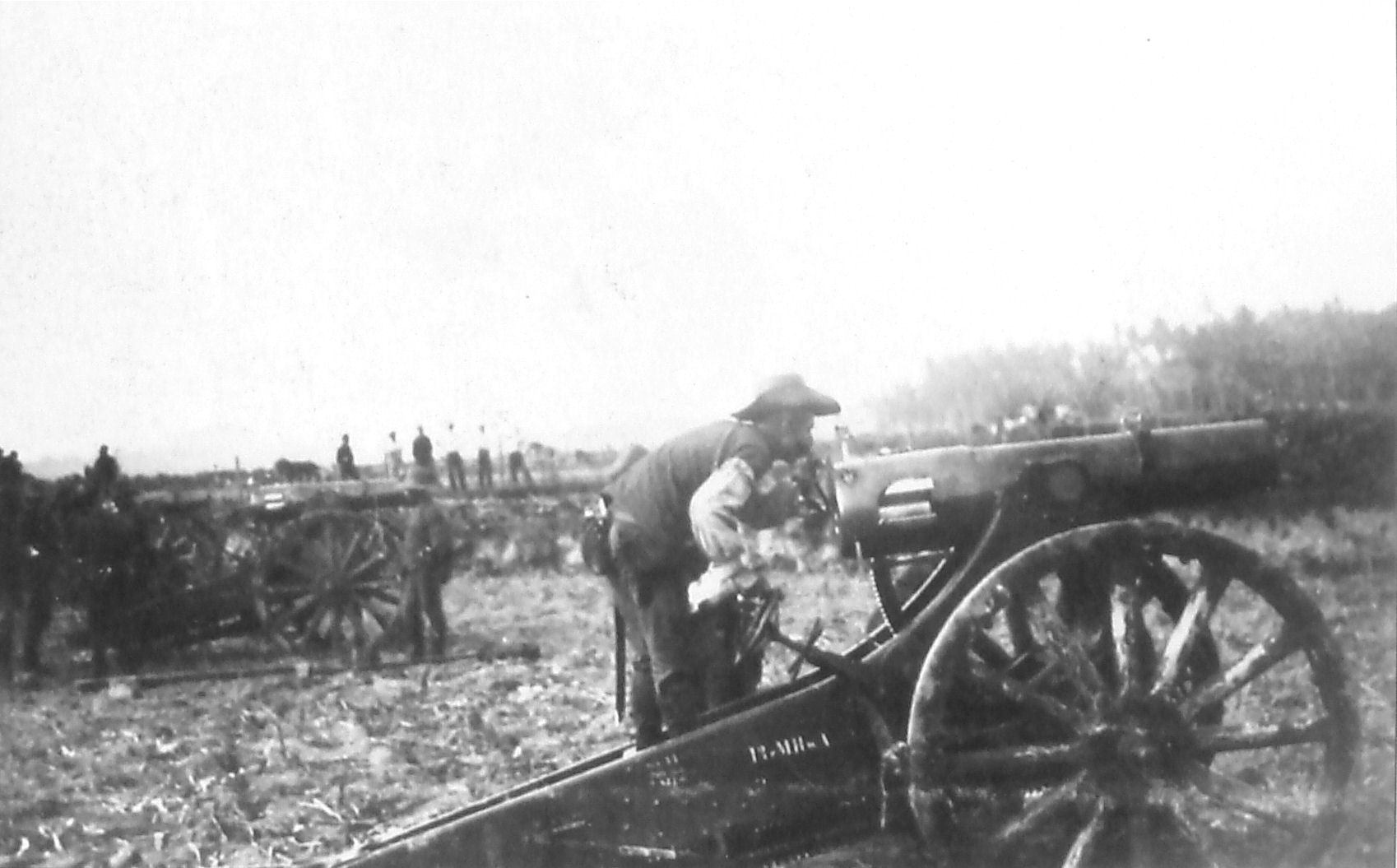
Nederlands-Indische artillerie tegen de Balinezen, 1906

Op 12 september 1906 kwam de invasievloot aan voor de kust van Sanur. Dit dorp werd als landingsplaats gebruikt omdat het vrij dicht bij Denpasar, de hoofdplaats van Badung lag. Omdat er geen antwoord kwam op een laatste ultimatum begonnen de landingen op 14 september. Na enkele dagen rust die ook gebruikt werden voor het doen van verkenningen, zette het leger zich op 19 september in beweging richting Kesiman waar één van de Badungse vorsten woonde. Aan de troepen was een "oorlogscorrespondent" toegevoegd in de persoon van dr. Hendrik Maurits van Weede. Hij kon als particulier de militaire expeditie vergezellen om er verslag van te doen, foto's te nemen en later te publiceren. In 1908 verscheen zijn boek "Indische reisherinneringen". Op mars naar Kesiman kreeg het expeditieleger veel tegenstand van Badungse troepen, vooral bij de oversteek van een rivier waar hindernissen waren aangelegd. Zij bereikten daarmee weinig resultaat ten koste van veel eigen slachtoffers. In de hoofdplaats Kesiman aangekomen bleek het paleis leeg.
Op 20 september 1906 werd verder getrokken naar Denpasar, op 4 km afstand van Kesiman. De vorst aldaar vernam al spoedig dat het leger erin geslaagd was Denpasar te naderen en dat tegenstand zinloos was. Zijn puri (paleis) was tevoren vanuit zee beschoten door oorlogsschepen. De heilige tradities van Balinese vorsten luiden om zich nooit aan de vijand over te geven. Daarom besloot Gusti Gde Ngurah Denpasar, met de rijksgroten die hem trouw waren gebleven, vrouwen, kinderen, andere familie en volgelingen, de vijand tegemoet te gaan om het einde te vinden in de Perang Puputan. Deze Hindoeïstische vorm van rituele collectieve zelfmoord zou een plaats in het nirwana opleveren. In een statige processie naderde de groep het leger, feestelijk uitgedost en voorzien van krissen en lansen. Ze werden door het leger onder vuur genomen nadat het bevel halt te houden werd genegeerd. Bovendien sloeg men de hand aan zichzelf en elkaar.

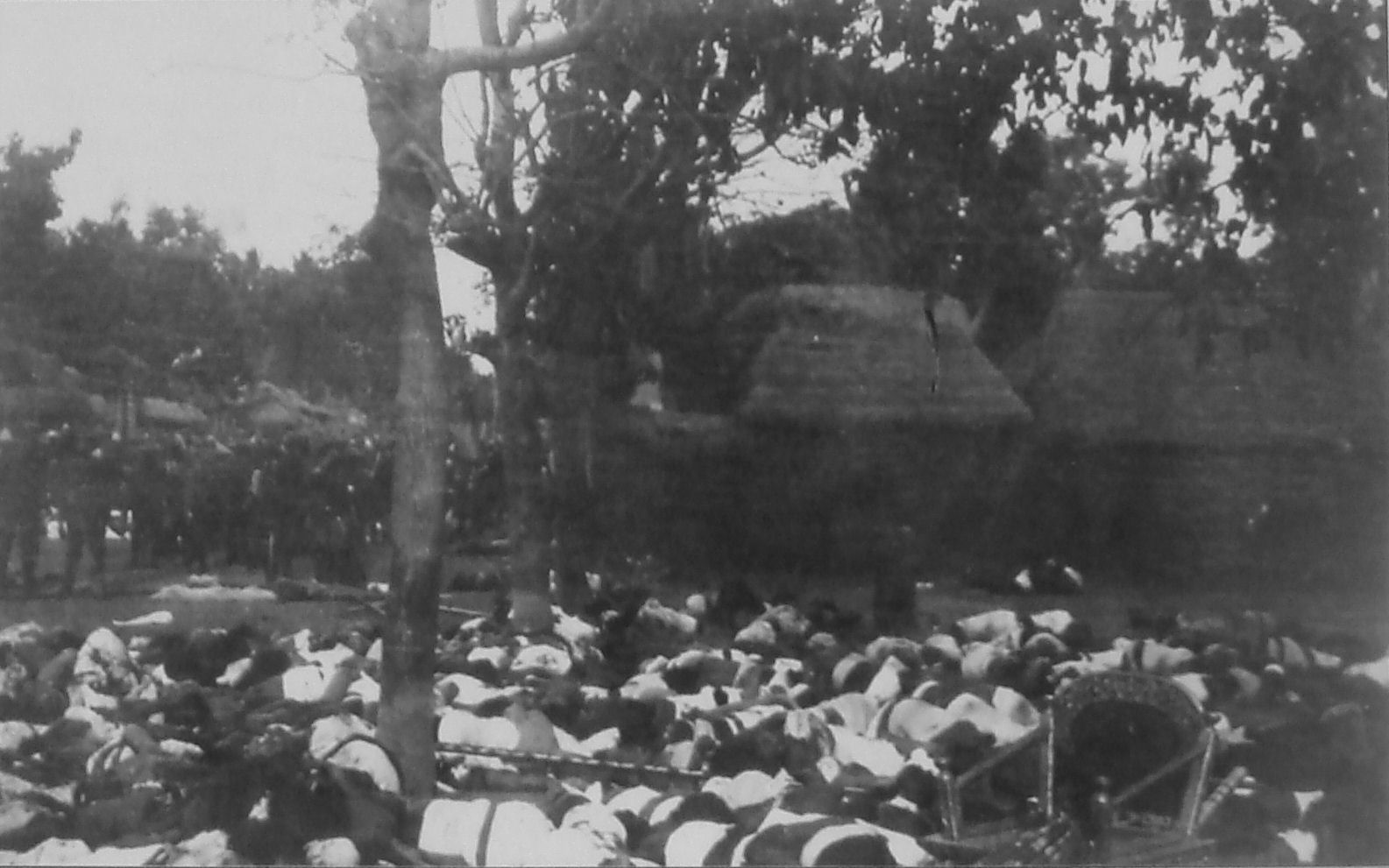
Aanblik van het plein voor de puri van Pamecutan, na de tweede puputan, Denpasar 1906. Rechtsvoor de draagstoel van de vorst, op de achtergrond militairen.

Later die dag vond nogmaals een poepoetan plaats toen het leger richting de nabijgelegen puri van de vorst van Pamecutan trok. Daar hadden de vorst en zijn gevolg met hun vrouwen en kinderen op een plein de poepoetan toegepast voordat het leger arriveerde.
In het verslag van regeringscommissaris Frederik Albert Liefrinck aan de Nederlandse regering in Den Haag en aan gouverneur Van Heutsz maakte hij melding van ongeveer 400 doden, 300 bij de poepoetan 100 bij de tweede poepoetan. Het expeditieleger telde vier doden en enkele zwaar- en lichtgewonden. Later onderzoek door parlementariër Henri van Kol die Bali vijf jaar later bezocht, doet vermoeden dat de officiële melding van Liefrinck aan de lage kant was en het aantal eerder tussen 1000 en 1500 kan hebben gelegen.

### Naar Tabanan
Op 27 september 1906 liet generaal Rost van Tonningen zijn leger naar Tabanan oprukken. Tabanan was niet alleen door de steun aan Badung met het Nederlands-Indisch gouvernement gebrouilleerd geraakt. De oude radja van Tabanan, die sinds 1844 op de troon had gezeten, overleed in maart 1903. Het werd bekend dat zijn twee oude weduwen samen met hem in een rituele weduwenverbranding gecremeerd zouden worden. De resident trachtte de zoon en opvolger van de radja over te halen dit ritueel geen doorgang te doen vinden. Deze ging hier niet op in omdat de contracten van 1849 hier niets over zeiden en interne zaken, vooral op het gebied van tradities, aan de vorstendommen werden gelaten. Ondanks de intimidatie van twee patrouillerende oorlogsschepen voor de kust werd de ceremonie volgens plan voltrokken. Het was de laatste weduwenverbranding op Bali.
Tijdens een dag rust aan de grens van Tabanan werd Rost van Tonningen benaderd door de vorst en zijn kroonprins. De vorst gaf aan zijn verzet te willen staken als het gouvernement hem in zijn positie wilde laten onder Nederlands-Indisch gezag, zoals al vele jaren het geval was in Karangasem en Gianyar. De generaal had op dit punt geen bevoegdheid en de vorst werd naar Denpasar gebracht voor overleg met commissaris Liefrinck. Deze gaf aan evenmin gerechtigd te zijn zich daarover uit te spreken en deelde de vorst en zijn zoon mee dat ze voorlopig op Lombok zouden worden geïnterneerd. Voordat dit ten uitvoer kon worden gebracht, pleegden beiden de volgende nacht te Denpasar zelfmoord.

## Resultaat
Op 2 januari 1907 kon de Chinese eigenaar van de gestrande schoener fl.7.500 in ontvangst nemen van resident De Bruyn Kops. De politieke afwikkeling geschiedde niet geheel volgens de opvattingen van Van Heutsz. Met de bezetting van Badung en Tabanan waren die gebieden onder rechtstreeks Nederlands-Indisch bestuur geplaatst conform de door Van Heutsz voorgestane beginselen van de Pax Neerlandica.
Regeringscommissaris F.A. Liefrinck liet echter Bangli en Klungkung nieuwe contracten tekenen waarmee ze onder Nederlands-Indisch bestuur kwamen, doch met een Balinese vorst aan het hoofd. De rechten van beiden vorsten waren echter zodanig ingeperkt dat ze slechts in naam naar binnen "soeverein" waren maar in wezen ondergeschikt aan het gouvernement en de resident van Bali en Lombok. Ondertekening van de nieuwe contracten vond plaats in oktober 1906 in (het Nederlandsgezinde) Gianyar. De aanwezigheid van troepen van de expeditiemacht, en oorlogsschepen voor de kust, zullen hebben bijgedragen aan de bereidheid van de vorsten om te tekenen. Het vorstendom Mengwi, door conflicten met buurvorsten verdeeld geraakt en onbelangrijk geworden, herleefde doordat de leiders de zijde kozen van het gouvernement. Liefrinck was van mening dat ook Mengwi het best geannexeerd kon worden door de leiders van de oude dynastie te steunen.

### Expeditie naar Klungkung (1908)
In 1908 vond een laatste militaire actie plaats tegen Klungkung. Aanleiding was het verzet dat daar ontstond tegen het besluit dat de handel in opium voortaan een monopolie van het gouvernement werd. Tot die tijd was opium in heel Bali vrij verkrijgbaar op markten. Daarna was de verkoop aan meer regels gebonden en kon het alleen gekocht worden in officiële verkooppunten, beheerd door Javaanse beambten. Als gevolg hiervan zouden invoerrechten uit opiumhandel voor de vorsten met een haven in hun gebied verloren gaan en werd hun een recht ontnomen dat ze al generaties hadden bezeten. Enkele verkooppunten van het gouvernement werden door de in verzet gekomen bevolking onder aanvoering van districtshoofd Gelgel aangevallen waarbij ten minste één beambte werd gedood. De hulp van het garnizoen in Denpasar werd ingeroepen. Toen deze patrouille de puri van Gelgel naderde werden ze aangevallen door de bevolking. Bij dit gevecht kwamen ruim 100 Balinezen om en werd een Nederlandse officier gedood en enkele militairen gewond. Van Heutsz liet daarna een bataljon infanterie voorzien van artillerie uit Surabaja naar Klungkung gaan.
Op 28 april 1908 werd een korte militaire actie tegen de hoofdstad Klungkung uitgevoerd. Deze bleek door de bevolking verlaten. Er was geen Balinees volksleger gemobiliseerd omdat men slechts verwachtte dat de uitlevering van Gelgel werd geëist. Ook deze militaire actie eindigde met een collectieve zelfmoord: De dewa agung verliet het paleis en liep met enkele honderden volgelingen richting de militaire colonnes waar ze met kogels werden ontvangen en ze zichzelf en elkaar kristen. Daarmee was op 28 april 1908 na 600 jaar een eind gekomen aan het laatste regerende vorstendom op Bali.

## Zie ook

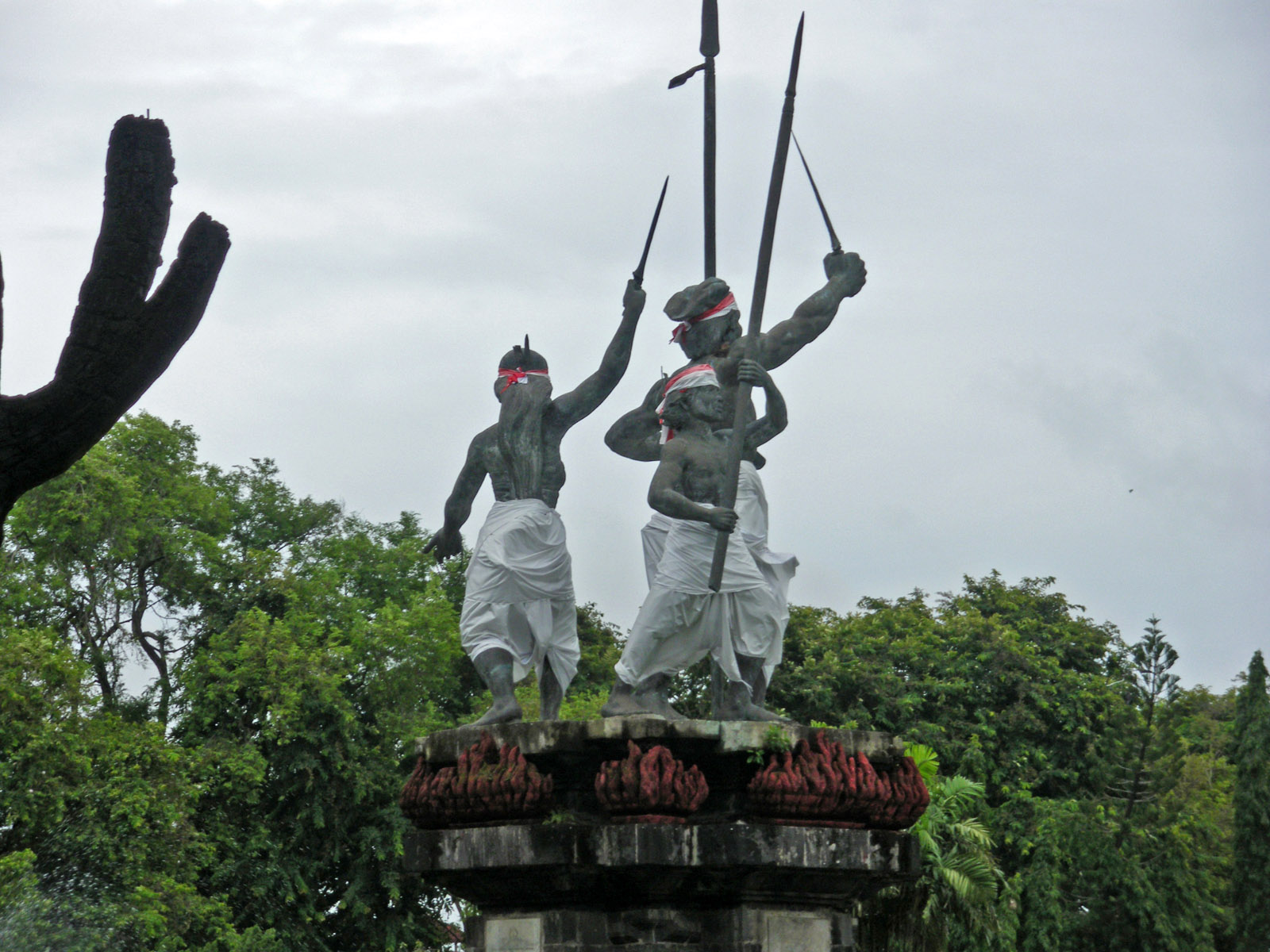
Monument ter herinnering aan de puputans van 1906